# اسلام‌آباد (سیاخ دارنگون)
اسلام‌آباد، روستایی در دهستان دارنگون بخش سیاخ دارنگون شهرستان شیراز در استان فارس ایران است.

## جمعیت
بر پایه سرشماری عمومی نفوس و مسکن در سال ۱۳۹۵، جمعیت این روستا برابر با ۴۸۵ نفر (۱۵۲ خانوار) بوده است.